# ザウバー・C21
ザウバー・C21 (Sauber C21) は、ザウバーが2002年のF1世界選手権に投入したフォーミュラ1カー。デザイナーはウィリー・ランプ。

## 2002年シーズン
前年にセンセーショナルなデビューを果たしたキミ・ライコネンはマクラーレンへ移籍し、後任にはまたもルーキーのフェリペ・マッサが加入した。マッサはデビューレースこそオープニングラップの多重接触に巻き込まれリタイアに終わったが2戦目のマレーシアGPで早くも6位入賞、その後もいくつか入賞を果たしたがルーキーらしいアグレッシブな走りが裏目にでることも多く、イタリアGPではジャガーのペドロ・デ・ラ・ロサと接触、危険走行により次戦10グリッド降格のペナルティを受け、それを回避するためのチームの措置としてかつてザウバーに所属していたベテランのハインツ＝ハラルド・フレンツェンに1戦のみシートを奪われることとなった。
チームメイトは前年からの継続起用であるニック・ハイドフェルド、再びルーキーとタッグを組むこととなったハイドフェルドは、獲得ポイントでマッサを上回ったが、最高位は4位にとどまり、表彰台獲得はならなかった。また、前年自分の方が好成績を残したにもかかわらずライコネンがマクラーレンに移籍したことにハイドフェルドはかなりの不満を抱いていたと言われる。（ハイドフェルドはメルセデスとの契約下にあるドライバーだった。）

## スペック

### シャシー
- シャシー名 C21
- 材質 カーボンファイバー・アルミハニカムコンポジット
- タイヤ ブリヂストン
- ギアボックス 7速セミオートマチック

### エンジン
- エンジン名 ペトロナス02A
- 気筒数・バンク角 V型10気筒・90度
- 燃料・潤滑油 シェル

## 結果
| 年   | No. | ドライバー                       | 1   | 2   | 3   | 4   | 5   | 6   | 7   | 8   | 9   | 10  | 11  | 12  | 13  | 14  | 15  | 16  | 17  | ポイント | ランキング |
| 年   | No. | ドライバー                       | AUS | MAL | BRA | SMR | ESP | AUT | MON | CAN | EUR | GBR | FRA | GER | HUN | BEL | ITA | USA | JPN | ポイント | ランキング |
| ---- | --- | -------------------------------- | --- | --- | --- | --- | --- | --- | --- | --- | --- | --- | --- | --- | --- | --- | --- | --- | --- | -------- | ---------- |
| 2002 | 7   | ニック・ハイドフェルド           | Ret | 5   | Ret | 10  | 4   | Ret | 8   | 12  | 7   | 6   | 7   | 6   | 9   | 10  | 10  | 9   | 7   | 11       | 5位        |
| 2002 | 8   | フェリペ・マッサ                 | Ret | 6   | Ret | 8   | 5   | Ret | Ret | 9   | 6   | 9   | Ret | 7   | 7   | Ret | Ret |     | Ret | 11       | 5位        |
| 2002 | 8   | ハインツ＝ハラルド・フレンツェン |     |     |     |     |     |     |     |     |     |     |     |     |     |     |     | 13  |     | 11       | 5位        |

- ドライバーズランキング
  - ニック・ハイドフェルド 10位
  - フェリペ・マッサ 13位